# Leave the World Behind
Leave the World Behind és una pel·lícula de thriller psicològic apocalíptica estatunidenca del 2023 escrita i dirigida per Sam Esmail. Està basada en la novel·la del 2020 de Rumaan Alam. La pel·lícula és protagonitzada per Julia Roberts, Mahershala Ali, Ethan Hawke, Myha'la Herrold i Kevin Bacon mentre intenten donar sentit a una ràpida avaria dels telèfons, la televisió i altres tecnologies comunes que apunta a un potencial cataclisme. El subtext al llarg de la pel·lícula es creua amb el racisme i el biaix de classe.
Es va projectar per primer cop a l'AFI Fest el 25 d'octubre de 2023. Es va estrenar en una selecció de cinemes el 22 de novembre de 2023, abans de la seva incorporació a Netflix el 8 de desembre. Va rebre crítiques positives. S'ha subtitulat al català.

## Repartiment
- Julia Roberts com a Amanda Sandford
- Mahershala Ali com a G. H. Scott
- Ethan Hawke com a Clay Sandford
- Myha'la com a Ruth Scott
- Farrah Mackenzie com a Rose Sandford
- Charlie Evans com a Archie Sandford
- Kevin Bacon com a Danny
- Vanessa Aspillaga com a Salvadora

## Producció

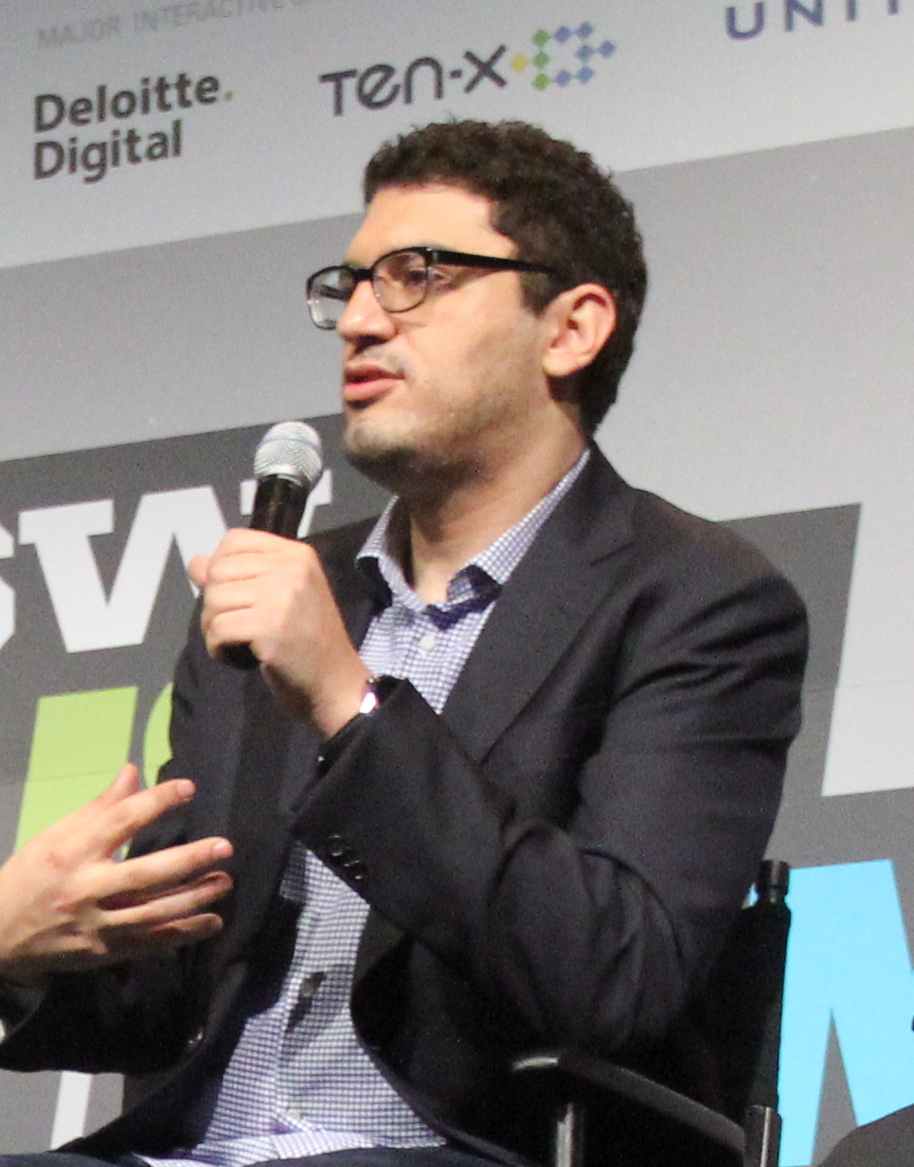
El guionista i director Sam Esmail.

Netflix va guanyar una guerra de preus pels drets de la novel·la de Rumaan Alam el juliol del 2020, amb Sam Esmail encarregat del guió i la direcció. Julia Roberts i Denzel Washington havien de protagonitzar i produir la pel·lícula.
L'expresident dels Estats Units Barack Obama i la primera dama Michelle van ser-ne els productors executius a través de la productora Higher Ground Productions. Obama va incloure la novel·la a la seva llista de lectura de l'estiu del 2021.

### Guió
Obama va oferir a Esmail els seus pensaments sobre el guió durant el procés d'escriptura. Esmail va dir: "Tenia moltes notes [sic] sobre els personatges i l'empatia que tindríem per ells. He de dir que és un gran amant del cinema, i no només donava consells sobre coses que eren del seu context. Estava assessorant com a fan del llibre, i volia veure una pel·lícula molt bona".

### Càsting i rodatge
El setembre de 2021, es va escollir a Mahershala Ali per a la pel·lícula, en substitució de Washington, que havia abandonat el projecte. Ethan Hawke i Myha'la Herrold s'hi van unir el gener de 2022.
El rodatge va començar l'abril de 2022 a Long Island, en una casa dissenyada per The Up Studio. El rodatge d'escenes addicionals va tenir lloc a Katonah (Nova York), el maig de 2022.